# А̌
Cette page contient des caractères spéciaux ou non latins. S’ils s’affichent mal (▯, ?, etc.), consultez la page d’aide Unicode.
Ne doit pas être confondu avec la lettre latine A caron (Ǎ ǎ).
А̌ (minuscule : а̌), appelé a caron, est une lettre additionnelle de l’alphabet cyrillique utilisée en doungane par certains auteurs ou dans la transcription du chinois. Elle est composée du a ‹ А › diacrité d’un caron.

## Utilisations
En doungane, certains auteurs utilisent les accents sur les voyelles pour indiquer les tons, dont le a caron cyrillique ‹ а̌ ›,, par exemple dans ‹ ма̌ма › « maman » (écrit ‹ мама › dans l’orthographe standard).
Le a caron cyrillique ‹ а̌ › est utilisé, dans la transcription du chinois dans le Большой китайско-русский словарь (Grand Dicitonnaire chinois-russe) ou par certains auteurs, pour transcrire le a caron ǎ latin du pinyin,.

## Représentation informatique
Le a caron peut être représenté avec les caractères Unicode suivants (cyrillique, diacritiques) :
| formes    | représentations | chaînes de caractères | points de code | descriptions                                    |
| --------- | --------------- | --------------------- | -------------- | ----------------------------------------------- |
| capitale  | А̌               | А◌̌                    | U+0410 U+030C  | lettre majuscule cyrillique a diacritique caron |
| minuscule | а̌               | а◌̌                    | U+0430 U+030C  | lettre minuscule cyrillique a diacritique caron |